# Жермен де Монтозан, Камиль
Ками́ль Жерме́н де Монтоза́н (фр. Camille Germain de Montauzan; 2 декабря 1862, Сент-Этьен—22 апреля 1942, Лион) — французский инженер и археолог, автор диссертации о древнеримском водопроводе в Лугдуне, участник многочисленных раскопок на холме Фурвьер.

## Биография
В 1908 году публикует очень заметную работу об античных акведуках в Лионе.
Как раз в момент начала Первой мировой войны вместе со своим коллегой Филиппом Фабиа организует четыре кампании по археологическим раскопкам на холме Фурвьер, в результате которых на свет появляются 3 отчёта, опубликованных Лионским университетом.
В 1918 году избирается членом Лионской академии наук, литературы и искусств и останется в ней вплоть до своей кончины в 1942 году.
В 1925 году готовит план Грота Берелль — галло-римской цистерны, расположенной под современным лицеем Святого Юста.
В 1926 году обнаруживает под античном театром на холме Фурвьер ещё одно сооружение. Он называет это сооружение святилищем Кибелы и оно остаётся под этим названием вплоть до раскопок 2000 годов.
С 1933 года проводит раскопки в квартале Миним.
Его деятельность послужила отправной точкой для многих последователей, среди которых Амабль Оден — создатель и первый хранитель Музея галло-римской цивилизации на Фурвьере. Он был также профессором античности на филологическом факультете Лиона и основателем Лионской ассоциации археологических исследований.

## Сочинения
- Les Aqueducs antiques de Lyon : étude comparée d'archéologie romaine (фр.). — Lyon, 1908.
- Les fouilles de Fourvière (фр.) // Annales de l’Université de Lyon. — Lyon, 1912—1915.
- Les premiers évocateurs du Vieux Lyon (фр.). — Lyon: Cumin et Masson, 1920.